# Zygothrica scutellaris
Zygothrica scutellaris är en tvåvingeart som beskrevs av Wheeler 1952. Zygothrica scutellaris ingår i släktet Zygothrica och familjen daggflugor. Inga underarter finns listade i Catalogue of Life.